# Церква Різдва Пресвятої Богородиці (Васильківці)
Церква Різдва Пресвятої Богородиці у Васильківцях — парафія і храм Хоростківського благочиння Тернопільської єпархії Православної церкви України в селі Васильківці Чортківського району Тернопільської области.

## Історія церкви
На місці сучасного храму Різдва Пресвятої Богородиці у XIX столітті був костел. 15 травня 1996 року це приміщення передали у власність громади Української Православної Церкви Київського Патріархату (нині ПЦУ).
Фундатором дзвіниці та каплиці на честь Віри, Надії, Любові та їхньої матері Софії виступив І. Гута. У XIX столітті встановили фігуру Божої Матері, яку в 1998 році перебудували на капличку.

## Парохи
- о. Роман Яворський (1996—2011),
- о. Йосип Марчишак (з березня 2011).